# Li Martins
Patrícia Lissa Kashiwaba Martins (Sertanópolis, Paraná; 29 de marzo de 1984) es una cantante, compositora de canciones, y actriz brasileña.

## Biografía
Patricia Lissa Kashiwaba Martins nació hija de médico y pedagoga en Sertanópolis, una pequeña ciudad en el interior de Paraná, pero vivió toda su infancia y adolescencia en Rolandia.  A los 4 años, comenzó a asistir a clases de lengua japonesa ya cantar en concursos de música de la comunidad nipona, incentivada por la abuela materna, que era japonesa. Y como vivía dentro de la colonia, usaba la parte japonesa de su nombre Lissah Kashiwaba. Además de sus constantes participaciones en los festivales, hasta el inicio de la adolescencia, Lissah formaba parte del coro de la escuela, que fue para ella una vitrina, pues con el coral se presentaba en fiestas de fechas conmemorativas en la ciudad. Hasta entonces cantar era sólo un hobby, pues su sueño era ser médico como el padre. Pero a los 14 años, comenzó a cantar profesionalmente. Era constantemente contratada para cantar en shows como, bodas, graduaciones, ferias y otros eventos de su ciudad y región. Para ello, tuvo que dejar los concursos de canciones japonesas, que exigen mucha dedicación, para dedicar más tiempo a su sueño de convertirse en una cantante renombrada.

## Carrera
En 2002 ganó el programa de talento Popstars y pasó a integrar el grupo femenino brasileño Rouge hasta 2006, con el que lanzó cuatro álbumes de estudio, Rouge (2002), C'est La Vie (2003), Blá Blá Blá (2004) y Mil y una Noches (2005), vendiendo en total 6 millones de copias y convirtiéndose así en el grupo femenino más exitoso de Brasil y uno de los veinte que más vendieron en el mundo.

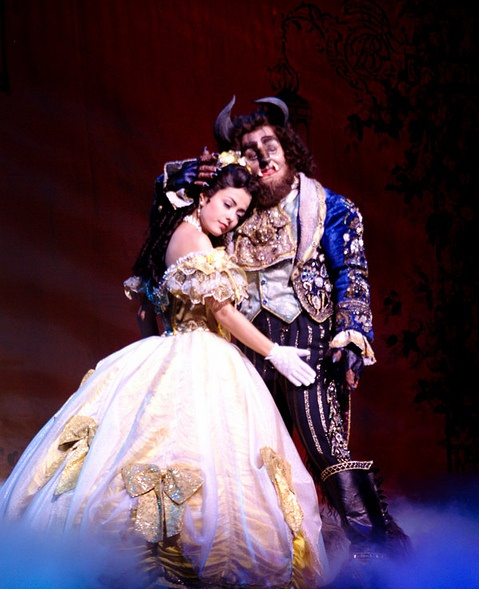
En el musical La Bella y la Bestia, en el 2009.

En 2007 decidió dedicarse a la carrera de actriz en musicales, debutando como protagonista en Miss Saigon, como Kim, una mujer asiática abandonada por su amante americano. En 2009 protagonizó la versión de Broadway A Bela e a Fera, basada en la animación Walt Disney. En 2010, Lissah actuó también en Jekyll & Hyde - O Médico e o Monstro y en 2011 protagonizó su primera comedia, El Fantasma de la Máscara, inspirado en el clásico O Fantasma da Ópera. En 2012 da vida al papel de la filipina Cynthia en la producción brasileña de Priscilla - Rainha do Deserto, basado en la película del mismo título. En 2014 viaja a Brasil con la gira Disney in Concert: las canciones de sus películas favoritas, que mezcla musical y show, interpretando las canciones famosas de películas clásicas de Walt Disney. En 2015 integra a los participantes de la octava temporada del reality show A Fazenda. En 2016 lanza su primer single "Vai Chegar", que forma parte del tema de apertura de la telenovela Sila de la Red Bandeirantes.
En 2017, vuelve con el grupo Rouge para inicialmente cuatro conciertos como parte del proyecto Té de Alice, y luego empezando en el año 2018 una gira con el grupo, además de lanzar un nuevo single. En 2018 interpreta su primer antagonista, Alini en el musical O poder da amizade.

## Vida personal
En abril de 2007 comienza una relación con el cantante Matheus Herriez, antiguo integrante del grupo Br'oz, con quien vendría a novio un año después. En el caso de que no se conozcan los nombres de los personajes de la saga, los personajes de la saga Crepúsculo y de la saga Crepúsculo. Rouge y Br'oz. En diciembre de 2014 el matrimonio llega al final. El hecho fue mantenido en secreto de los medios hasta octubre de 2015, cuando Lissah anunció lo ocurrido durante su participación en La Hacienda. En noviembre de 2015 comenzó a salir con el modelo Juan Pablo Mantovani, de quien anunció estar esperando el primer hijo en febrero de 2017. En abril la relación llega al final y, dos meses después, el 14 de junio de 2017, nace la hija del hijo, pareja, Antonella.

## Filmografía
| Año  | Título              | Rol              | Nota                         |
| ---- | ------------------- | ---------------- | ---------------------------- |
| 2002 | Popstars            | Participante     | Temporada 1                  |
| 2002 | Rouge: A História   | Presentadora     |                              |
| 2003 | Romeu e Julieta     | Amiga de Julieta | Especial de fin de año       |
| 2005 | Floribella          | Reportero        |                              |
| 2013 | Fábrica de Estrelas | Ella misma       | Episódio: "A Volta do Rouge" |
| 2014 | Esse Artista sou eu | partícipe        |                              |
| 2015 | A Fazenda           | partícipe        |                              |
| 2016 | Band folia          | presantador      |                              |
| 2016 | Dance se puder      | jurado           |                              |

| Ano  | Título                            | Rol          | Nota                  |
| ---- | --------------------------------- | ------------ | --------------------- |
| 2003 | Xuxa Abracadabra                  | Ella misma   |                       |
| 2005 | Eliana em O Segredo dos Golfinhos | Ella misma   |                       |
| 2007 | Bratz                             | Yasmin (voz) | Sólo en las canciones |

## Teatro
| Año      | Título                               | Carácter                    |
| -------- | ------------------------------------ | --------------------------- |
| 2007–08  | Miss saigon                          | Kim                         |
| 2009     | A Bela e a Fera                      | Bela                        |
| 2010     | Jekyll & Hyde - O Médico e o Monstro | Emma                        |
| 2011-12  | O Fantasma da Ópera                  | Belinha                     |
| 2012–013 | Priscilla: a Rainha do Deserto       | Cyntia                      |
| 2014     | Disney in Concert                    | Bela / Mulan / Ariel / Elsa |
| 2015     | Histórias do Brasil                  | Beatriz                     |
| 2018     | O Poder da amizade                   | Alini                       |
| 2018     | Uma Saudação a Celine Dion           | Celine Dion                 |